# Malden (eiland)

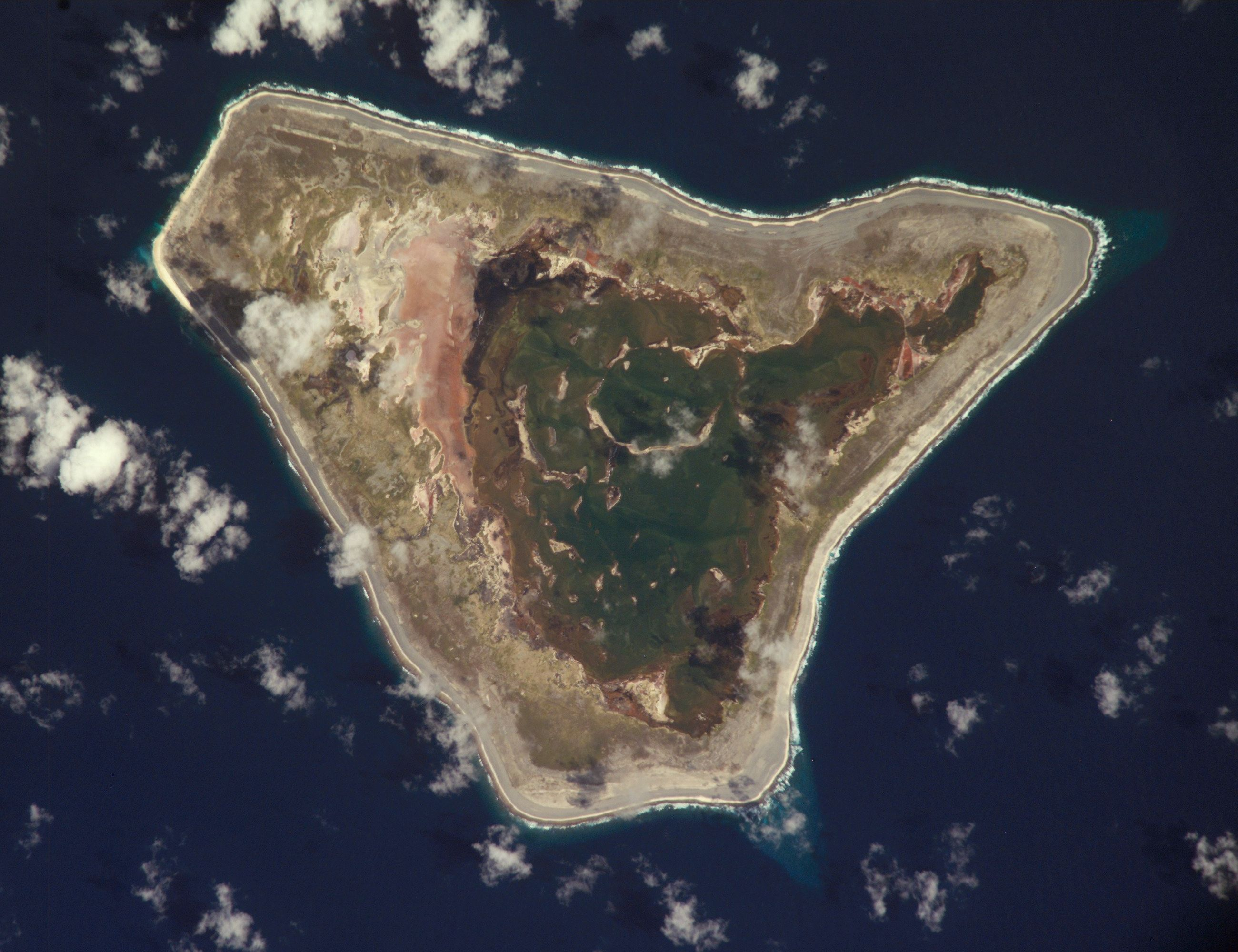
NASA-foto van Malden

Malden is een onbewoond eiland in de Grote Oceaan en onderdeel van de Republiek Kiribati. Malden heeft een oppervlakte van 39 km² en ligt ongeveer 2800 km ten zuiden van Hawaï en 448 km ten zuiden van de evenaar. Het eveneens onbewoonde eiland Starbuck ligt het dichtstbij (204 km). Het dichtstbijzijnde bewoonde eiland is de atol Penrhyn (450 km).
Het eiland werd op 30 juli 1825 ontdekt door kapitein George Anson Byron en werd vernoemd naar de navigatieofficier van zijn schip, Charles Robert Malden. Ten tijde van de ontdekking was het eiland onbewoond, maar er bevonden zich wel ruïnes, die erop duidden dat er enkele eeuwen eerder Polynesiërs op het eiland gewoond hadden.
Malden werd opgeëist door een Amerikaans bedrijf onder de Guano Islands Act van 1856 ten behoeve van de winning van guano. Maar voordat de Amerikanen aan de guanowinning konden beginnen, werd het eiland bezet door een Australisch bedrijf onder Britse licentie, dat tot 1927 guano van het eiland vandaan haalde. In 1956 gebruikte het Verenigd Koninkrijk het eiland om de waterstofbom te testen.
In 1972 werd Malden een onderdeel van de Britse kolonie Gilbert- en Ellice-eilanden en in 1979 kwam Malden toe aan het deel dat onafhankelijk werd onder de naam Kiribati.